# Біа (Хобський муніципалітет)
Біа (груз. ბია) — село в Грузії.
За даними перепису населення 2014 року в селі проживає 380 особи.